# Mon cirque à moi
Pour plus de détails, voir Fiche technique et Distribution.
Mon cirque à moi est un film québécois, réalisé par Miryam Bouchard sorti au Québec en 2020.
Le film est sorti en salles au Québec le 14 août 2020.

## Synopsis
Laura (Jasmine Lemée) est une enfant de la balle vivant la plupart du temps en tournée avec son père Bill (Patrick Huard), clown de profession, et Mandeep (Robin Aubert), son technicien de scène. Elle rêve toutefois secrètement d'une vie plus rangée. La rencontre avec sa nouvelle enseignante de 1re secondaire, Patricia (Sophie Lorain), sera l’occasion d’assumer ses aspirations: entrer au collège privé. Ayant vu l'immense potentiel de sa nouvelle élève, Patricia aidera Laura à passer les examens d’entrée, ce qui constitue une sorte de rébellion face à son père. Bill, le bohème qui revendique depuis toujours sa différence, sera-t-il capable d’accepter que sa fille soit différente de lui ?

## Fiche technique
- Réalisation : Miryam Bouchard
- Scénario : Martin Forget et Miryam Bouchard
- Photographie : Ronald Plante
- Montage : Valérie Héroux
- Production : Antonello Cozzolino
- Sociétés de production : Attraction Images
- Société de distribution : Les Films Séville
- Pays : Québec, Canada
- Durée: 105 minutes
- Distribution : Les Films Séville (Québec)
- Dates de sortie :
  - Canada : 14 février 2020 (sortie en salle au Québec)

## Distribution
- Patrick Huard : Bill
- Jasmine Lemée : Laura
- Robin Aubert : Mandeep
- Sophie Lorain : Patricia
- Mathilde Boucher : Justine
- Louise Latraverse : Galoche
- Alain Zouvi : Maire
- Joseph Antaki : M. Stiff
- Jean Lapointe : Guédille